# Christian Friedrich Eichhorn
Christian Friedrich Eichhorn (* 3. Januar 1804 in Osnabrück; † 8. September 1836 in Hannover) war ein deutscher Mathematiker.

## Leben
Eichhorn besuchte ein evangelisches Gymnasium in seiner Heimatstadt. Anschließend begann er Ostern 1823, nachdem er im Vorjahr die Vorbildung beendet hatte, an der Universität Göttingen zu studieren und blieb dort drei Jahre lang als Student. 1826 wurde ihm der Doktorgrad der Philosophie verliehen. Nachdem er eine Reise nach Paris tätigte, unterrichtete er an der Universität Göttingen als Privatdozent Mathematik, angewandte Mathematik sowie mathematische Physik. Im März 1831 wurde er an der Höheren Gewerbeschule in Hannover Lehrer für sowohl angewandte Mathematik als auch für Maschinenlehre. Diese Stelle wurde von ihm bis zu seinem frühen Tode am 8. September 1836 innegehalten.

## Werke
- Chriemhildens Rache. Ein Trauerspiel. (Göttingen 1824)
- Versuch einer Entwicklungskarte der allgemeinen reinen Mathematik (Göttingen 1828)
- Principien einer allgemeinen Functionen-Rechnung (Hannover 1834)